# معادلة فولتيرا التكاملية
معادلة فولتيرا التكاملية في الرياضيات هي حالة خاصة من المعادلات التكاملية، وتنقسم إلي مجموعتين الأولي هي النوع الأول والثانية هي النوع الثاني.
معادلة فولتيرا التكاملية الخطية من النوع الأول هي:
{\displaystyle f(t)=\int _{a}^{t}K(t,s)\,x(s)\,ds}
حيث ƒ هي دالة معطاة ومعروفة بينما x هي دالة غير معروفة والتي يتم الحل من أجلها.
أما معادلة فولتيرا التكاملية الخطية من النوع الثاني هي:
{\displaystyle x(t)=f(t)+\int _{a}^{t}K(t,s)x(s)\,ds.}
وتُدعي تلك المعادلات بمعامل فولتيرا حيث يتم وصفها هكذا في نظرية المُعامل ونظرية فريدهولم.
ومعادلة فولتيرا التكاملية الخطية هي معادلة التفاف إذا كان:
{\displaystyle x(t)=f(t)+\int _{t_{0}}^{t}K(t-s)x(s)\,ds.}
حيث الدالة {\displaystyle K} في التكامل تُدعي كيرنيل، ومعادلات مثل هذه يُمكن أن يتم تحليلها وحلها باستخدام طُرق تحويل لابلاس.
معادلات فولتيرا التكاملية تم تقديمها للعلن بواسطة العالم فيتو فولتيرا وقام العالم ترايين لاليسكو بشرحها في مؤلفاته عام 1908 "Sur les équations de Volterra" وتم كتابتها تحت إشراف العالم الفرنسي شارل إميل بيكار.
في عام 1911، قام لاليكسو بكتابة أول كتاب له في المعادلات التكاملية.
معادلات فولتيرا التكاملية لها تطبيقات في علم التركيبة السكانية وكذلك دراسة المواد ذات المرونة اللزجة وكذلك في علم رياضيات المخاطر من خلال نظرية التجديد في نظرية الاحتمال.